# Sébastien Point
 (juillet 2025).
Motif : Où sont les sources secondaires centrées d'envergure nationale ou internationale ? Noyer l'article sous des sources primaires ne permet de pas de vérifier l'admissibilité du sujet.
- Archive Wikiwix
- Bing
- Cairn
- DuckDuckGo
- E. Universalis
- Gallica
- Google
- G. Books
- G. News
- G. Scholar
- Persée
- Qwant
- (zh) Baidu
- (ru) Yandex
- (wd) trouver des œuvres sur Wikidata

| 1. | Préciser le motif de la pose du bandeau. | Précisez le motif de la pose du bandeau en utilisant la syntaxe suivante : {{admissibilité à vérifier\|date=juillet 2025\|motif=remplacez ce texte par le motif}}                    |
| 2. | Informer les utilisateurs concernés.     | Pensez à avertir le créateur de l'article, par exemple, en insérant le code ci-dessous sur sa page de discussion : {{subst:avertissement admissibilité à vérifier\|Sébastien Point}} |

Pour les articles homonymes, voir Point.
Sébastien Point, né le 11 juillet 1982 à Digne-les-Bains, est un auteur, physicien, ingénieur et chercheur français, spécialiste des sciences et technologies d'éclairage, des rayonnements électromagnétiques  et des effets biologiques et sanitaires de la lumière bleue,. Ingénieur au CNRS dans le domaine du développement de technologies ,, il est président de la section Rayonnements non ionisants de la Société française de radioprotection et membre du comité de rédaction de la revue Science et pseudo-sciences. Sébastien Point est également diplômé en psychologie clinique et psychopathologie.
Il "est notamment connu pour ses activités de promotion de la rationalité scientifique, et son soutien au déploiement des nouvelles technologies"  et pour s'élever contre les pseudo-sciences ,, notamment la géobiologie,,. Selon lui, " Les pseudosciences s’infiltrent partout, en paraphrasant le langage de la science et en s’appropriant les nouvelles technologies pour se donner l’apparence du progrès et de la probité.".

## Vulgarisation
Sébastien Point est contributeur de nombreuses revues, généralistes ou spécifiques, dont:
-la revue Science et pseudosciences, éditée par l'Association française pour l'information scientifique.
-la revue en ligne The European scientist 
-la revue sceptique américaine Skeptical Inquirer.
- la revue le Québec sceptique. 
Il est également "auteur ou co-auteur de nombreux articles ou ouvrages sur les rayonnements" .

## Prises de position dans le débat public
Sébastien Point a régulièrement et publiquement dénoncé les discours qu'il juge « alarmistes » sur les ondes électromagnétiques,.
Concernant la lumière bleue,,, et l'exposition rétinienne à l'éclairage artificiel, il a remis en cause la pertinence des extrapolations faites du rat à l'être humain, tout en proposant une première approche pour prendre en compte l’anatomie spécifique de l’œil de l’enfant, notamment en bas âge,  ce qui  suggère la nécessité, selon plusieurs agences ou experts s'appuyant sur ses travaux, d'une révision des Valeurs Limite d'Exposition pour cette population , . Il a aussi pris position dans la presse grand public contre les dispositifs anti-ondes, et anti-lumière bleue, qu'il considère inutiles voire dangereux, tout en soulignant le danger potentiel que présentent selon lui les thérapies alternatives basées sur l'observation prolongée de sources lumineuses intenses.
Concernant les radiofrequences, Il conteste la dangerosité de la 5G, et en promeut même le développement, considérant qu'elle permettra des avancées technologiques et sociétales majeures comme les véhicules autonomes ou les usines connectées.
Interrogé par le journal Le Point sur l'engagement de l'eurodéputée Michèle Rivasi contre certaines radiofréquences (rayonnements non ionisants utilisés par la 5G) lors des élections européennes de 2019, il considère (contrairement à l'OMS qui a classé en 2011, via son Centre international de recherche sur le cancer des longueurs d'onde utilisées en téléphonie mobile, comme peut-être cancérogènes pour l'Homme) qu'il n'y a pas de preuve de cancer, et rien à craindre des ondes de téléphonie mobile ; fustigeant une logique politique propageant « une peur fondée sur un sujet difficile d'accès » ainsi qu'« une manipulation des esprits ». Dans une série d'articles de presse (par exemple,), il dénonce aussi la complaisance de certains politiques, dont le député et mathématicien Cédric Villani, envers la géobiologie de l'habitat que Point qualifie de pratique charlatanesque.
En juillet 2019, tandis que la marque Petit Bateau, arguant du principe de précaution, met sur le marché des « bonnets anti-ondes » pour enfants, Sébastien Point, dans un propos rapporté par RMC BFMTV, dénonce une stratégie marketing et qualifie d'irresponsable le fait qu'« au prétexte de protéger des enfants d'un danger plus qu'hypothétique, on prend le risque de les faire grandir dans une phobie des ondes ». Cette position est partagée par plusieurs autres scientifiques.
Ses prises de position sur l'absence de nocivité des ondes électromagnétiques sont vivement critiquées par ses détracteurs. Le physicien canadien, professeur à la Faculté de médecine de l’Université McGill et directeur du programme de santé au travail, Paul Héroux a un avis complètement opposé au sien et "explique que l’ensemble de ces ondes a, depuis des années, des incidences prouvées sur la santé des êtres vivants".
Certains lui reprochent d'avoir demandé que l'électrosensibilité soit classée comme une phobie, et que des thérapies cognitives comportementales spécifiques soient développées pour prendre en charge les électrosensibles.
Point est décrié par les tenants des pratiques qu'il dénonce: la fédération française de géobiologie par exemple considère qu'il "roule" pour l'industrie quand d'autres l'accusent de caricaturer des sujets qu'il ne souhaite pas comprendre [réf. incomplète].
Sébastien Point dénonce aussi régulièrement l'ingérence de la justice dans les affaires scientifiques,, ,.
Il est également associé au Collectif science-technologie-action, qui promeut la technologie dans la société.

## Distinctions
- Médaille de la Société française de radioprotection [53].

- Nommé au prix international francophone Roberval 2020 pour Lumière bleue: éclairage à LED et écrans menacent-ils notre santé ?[54].

## Ouvrages
- Le contrat non-écrit, éditions régionalistes, 1997.
- Lampes toxiques : des croyances à la réalité scientifique, éditions Book-e-Book, 2016[55].
- Champs électromagnétiques, environnement et santé, ouvrage collectif sous la direction de Anne Perrin et Martine Souques, éditions EDP Sciences, 2018.
- Lumière bleue : l'homme est-il fait comme un rat ? , Éditions techniques de l'ingénieur, coll. « Livre blanc », janvier 2019.
- Lumière bleue : éclairage  à LED et écrans menacent-ils notre santé ?, éditions Book-e-Book, 2019[56].
- Chroniques d'un enfant damné, 2021 (publication indépendante).
- La religion anti-ondes: comment médias et associations ont fabriqué les électrosensibles, 2021 (publication indépendante).
- Thérapies énergétiques : Ondes, biochamps, fluides magnétiques peuvent-ils soigner, Book-e-Book, juillet 2025.